# 香港：被掩盖的真相
《香港：被掩盖的真相》（英文片名：Hong Kong Returns）是一部反修例運動相关的10集纪录片，由柯文思导演。柯文思是英国导演，曾多次荣获各大国际电影节奖项，包括两次奧斯卡最佳纪录短片。该片于2022年6至7月在香港01播出。

## 内容
《被掩盖的真相》共10集，标题分别为《香港人走上街头》《英殖遗留问题》《激进的少数派》《越界》《黄蓝撕裂》《失控的街头》《外国势力干预？》《有没有大台？》《革了谁的命？》和《改变了什么？》。在2019年香港修例风波进行时，柯文思及其团队在香港街头拍摄采访，然后制作了该片。他试图抛开西方媒体的视角，探讨事件背后的深层次原因。
柯文思接受了《香港01》的独家专访，称西方媒体将事件简化为“牛仔与原住民之争”，他对此感到愤怒，因为这些报道是失实的。他希望以该片来填补空白，给观众带来更多思考，并希望港人放下成见，互相尊重，化解仇恨。柯文思表示，这起冲突事件比西方媒体所报道的更复杂，并希望藉该片来平衡各方信息。

## 各方观点
美媒自由亚洲电台发文批评该片，较少涉及港警执法争议话题，也没有采访泛民人士，并将香港01定性为“亲中”媒体。该文还指，柯文思是中国人民的老朋友，长期在上海生活，与中国政府关系密切，暗指其为中共大外宣。
澳大利亚特别广播服务公司报道称，该片获得了中国官媒的称赞，也是罕见的在中国大陆网络上未被删除的修例风波纪录片。
而《亚洲周刊》则认为，该片戳破了西方的傲慢与偏见。